# Программа PX-1
Программа PX-1 — программа оснащения американских баллистических ракет подводного старта «Polaris» средствами преодоления противоракетной обороны противника, инициированная ВМФ США в начале 1960-х под влиянием первых успешных перехватов баллистических ракет на испытаниях. Была принята на вооружение, но ввиду множества конструктивных недостатков имела ограниченную ценность и эксплуатировалась лишь в небольших количествах.

## История
В начале 1960-х, исследования по программе «Wizard» и последующие успешные перехваты зенитными ракетами MIM-14 Nike-Hercules тактических баллистических ракет на учениях, продемонстрировали, что противоракетная оборона становится значимым стратегическим фактором, с которым невозможно не считаться. Это в меньшей степени касалось межконтинентальных баллистических ракет ВВС США — из-за их высокой скорости, эффективный перехват боеголовок МБР был все ещё затруднителен — но для баллистических ракет подводных лодок ВМФ США комплексы противоракетной обороны представляли значимую угрозу. Баллистические ракеты подводных лодок «Polaris» имели значительно меньшую скорость чем МБР, и могли быть уверенно поражены противоракетами с атомными головными частями даже в начале 1960-х.
Опасаясь, что развёртывание советских средств ПРО приведёт к снижению значения подводных ракетоносцев как фактора ядерного сдерживания, военно-морской флот США начал поиск путей решения проблемы. Было установлено, что эффективным способом преодоления противоракетной обороны может быть использование ложных целей и радиоэлектронных помех для введения в заблуждение систем наведения противоракет противника и таким образом — защиты летящих к целям боеголовок.
Программа PX-1 была начата фирмой «Lockheed» в 1961 году. Её целью была разработка системы преодоления ПРО, пригодной для установки на боевые блоки Mk-1 ракет «Поларис». В 1962 году состоялись первые лётные испытания, а в 1965, после двенадцати испытательных пусков, система была принята на вооружение.

## Конструкция
Система PX-1 предназначалась для установки на баллистические ракеты «Polaris A2» в качестве дополнительной нагрузки. Она состояла из трёх основных компонентов:
- Шести ложных целей с высокой ЭПР, имитирующих боеголовку W47-Y2 и предназначенных для защиты боеголовки за пределами атмосферы.
- Дипольных отражателей, разбрасываемых во время полёта за пределами атмосферы для нарушения работы РЛС ПРО противника
- Установленной на боеголовке системы постановки активных радиоэлектронных помех, предназначенной для защиты боеголовки во время входа в атмосферу (когда более лёгкие, и тормозящиеся быстрее ложные цели и фольга были бы уже неэффективны)

## Развертывание
Система PX-1 была принята на вооружение в 1965 году, однако развёртывание её было крайне ограничено. Хотя с 1964 по 1965 фирма «Lockheed» поставила флоту 221 комплекс PX-1, только одна субмарина постоянно находилась на боевом дежурстве с этими системами. Флот принял решение отказаться от массового развёртывания PX-1 по следующим причинам:
- Низкая надёжность системы постановки радиоэлектронных помех, вызванная ненадёжностью аккумуляторов
- Флот не желал создавать дополнительную путаницу и усложнять подготовку экипажей введением большого числа модификаций ракет (особенно с системами, требующими дополнительного обслуживания)
- Увеличение веса боевого блока, вызванное установкой PX-1 приводило к существенному снижению радиуса действия ракеты
- Наконец, в 1964 году была принята на вооружение новая модификация «Polaris A3», несущая три разделяющихся боеголовки (хотя и наводящиеся только на одну цель). Таким образом, боезапас одной субмарины увеличивался с 16 до 48 боевых блоков, что, по мнению адмиралов, обеспечивало подавление систем ПРО простым числом боеголовок в залпе, без необходимости создания специальных средств преодоления.

В результате, на дежурстве постоянно находилось не более одной субмарины с ракетами, оснащёнными системой PX-1. Эта субмарина должна была действовать против возможных районов развёртывания ПРО СССР.
На службе, система PX-1 продемонстрировала себя ненадёжной и недостаточно эффективной. Самым же главным её недостатком было то, что конструкторы системы исходили из предположения, что перспективные советские системы противоракетной обороны будут строиться на тех же базисных принципах что и американская LIM-49 Nike Zeus. На самом же деле, система ПРО А-35, и в особенности РЛС «Дунай» работали на значительно более низких частотах чем американские аналоги.
Один из конструкторов системы PX-1 заметил в отношении неё:
…дипольные отражатели были нарезаны не той длины, ложные цели были слишком малы, чтобы эти низкочастотные радары могли их заметить, и были распределены недостаточно, чтобы обеспечить выживание самой боеголовки при поражении термоядерной противоракетой ложной цели рядом с ней. Кроме этого, все остальное было просто прекрасно!
В 1970-х система была снята с вооружения.

## PX-2
В 1962—1964, фирма «Lockheed» предложила упрощённый вариант системы PX-1 — систему PX-2, из которой удалили продемонстрировавшие свою ненадёжность системы радиоэлектронных помех, и взамен установили большое количество дополнительных ложных целей. Система предназначалась для установки на новые ракеты «Поларис A3», и прикрытия их разделяющихся боеголовок во время полёта за пределами атмосферы. После пяти успешных испытаний, флот, тем не менее, принял решение отказаться от развёртывания, мотивировав это тем, что PX-2 не обеспечивала защиты боеголовок во время входа в атмосферу.